# Rue de Cîteaux
La rue de Cîteaux est une voie située dans le 12e arrondissement de Paris, en France.

## Origine du nom
Le nom de la rue fait référence à l'ancienne abbaye Saint-Antoine-des-Champs, d'ordre cistercien, qui se trouvait à proximité.

## Historique
Cette rue qui était initialement, entre la rue Crozatier et la rue du Faubourg-Saint-Antoine, l'« impasse de l'Abbaye-Saint-Antoine », a été prolongée en 1861 entre le boulevard Diderot et la rue Crozatier et a pris son nom actuel en août 1864.
En mai 1874, un incendie met en péril tout l’îlot compris entre les rues de Cîteaux, Crozatier et du faubourg-Saint-Antoine. Plus de cinq cent personnes furent sinistrées.

## Bâtiments remarquables et lieux de mémoire
- No 21 : l’École supérieure d'études cinématographiques (ESEC).
- No 27 : l'École Fleuri-Delaporte.
- No 28 : ancien bâtiment de l'Assistance publique.
- No 31 : magnifique porte Art nouveau à chambranle à volutes de fleurs.

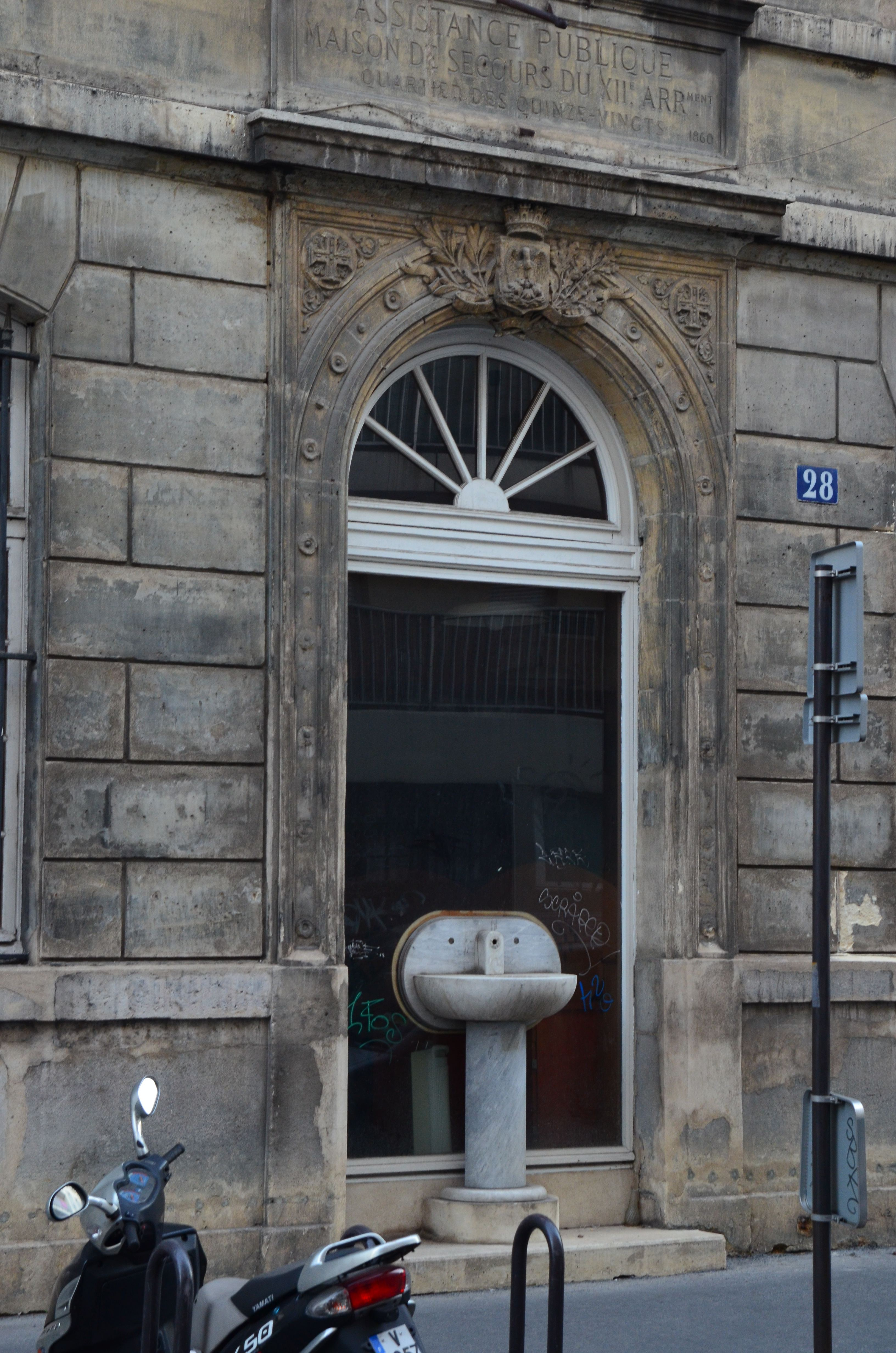
No 28 : Assistance publique (1860).
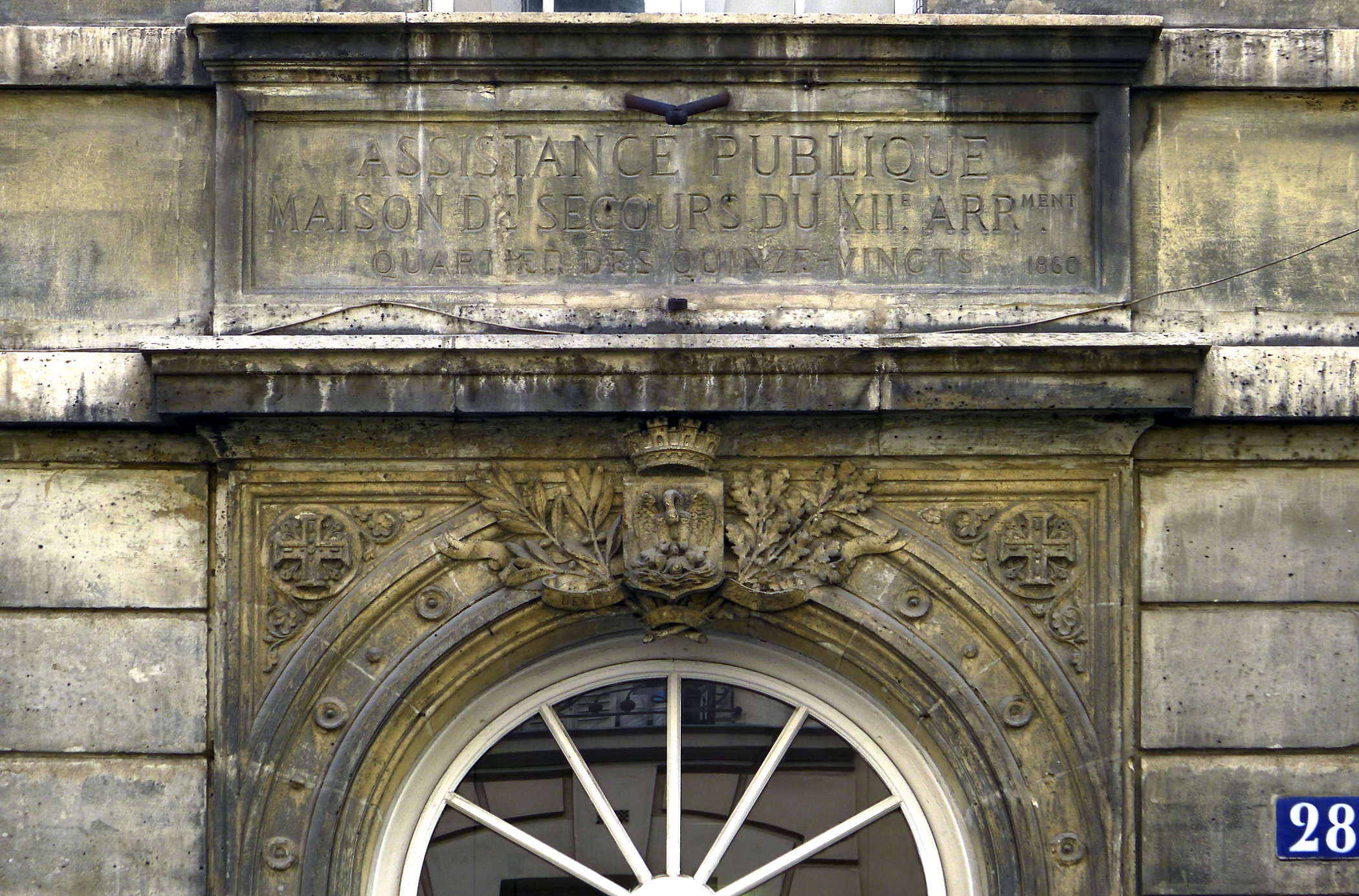
No 28 : Assistance publique, détail.
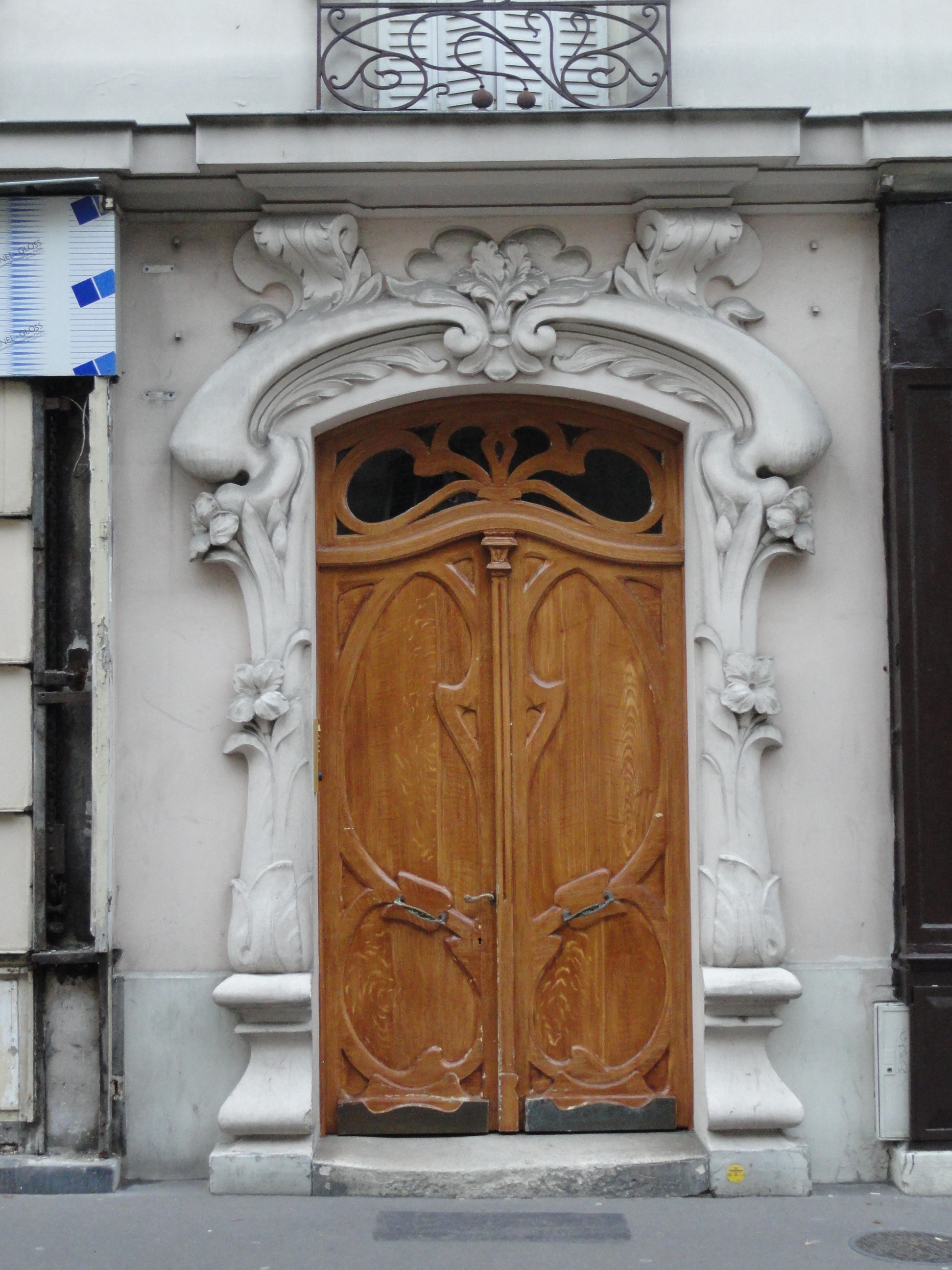
La porte Art nouveau au no 31, rue de Cîteaux.